# Маклорен, Колин
Ко́лин Макло́рен (англ. Colin Maclaurin; 1698, Аргайл и Бьют, Шотландия — 1746, Эдинбург) — шотландский математик.
Член Лондонского королевского общества (с 1719).
В 1709—1713 годах учился в университете Глазго, в 1717—1722 годах — профессор математики в Абердине, в 1722-25 годах работал во Франции, с 1725 года работал в Эдинбурге.

## Биография
Рано осиротев, он был взят на попечение своим дядей, который, как и отец Маклорена, желал, чтобы Маклорен посвятил себя духовному званию. В 1709 году поступил в университет города Глазго. Здесь у него проявились математические способности: в возрасте 15 лет он уже открыл несколько теорем, которые и изложил впоследствии в одном из своих сочинений. В 1717 году занял по конкурсу кафедру профессора математики в Абердине, на которой и оставался в течение 5 лет. Затем — после 3-летнего пребывания во Франции — снова получил в 1726 году кафедру, благодаря влиянию Ньютона на кафедру математики в Эдинбурге. В 1724 году Маклорен получил от Парижской академии наук премию за работу по вопросу, относящемуся к падению тел, а в 1740 г. та же академия постановила разделить премию за лучшее сочинение о приливе и отливе между ним, Даниилом Бернулли и Эйлером. Его работа на эту тему была озаглавлена «De causa physica fluxiis et refluxiis maris»(Физические причины гриппа и морского рефлюкса).
В 1719 году Маклорен был избран в члены Лондонского королевского общества. Поводом к такому раннему избранию были обратившие на себя внимание математиков две его работы, опубликованные в «Philosophical Transactions» в 1718 и 1719 годах. Первая из них была посвящена изложению нового взгляда автора на происхождение кривых, который привёл его к открытию кривых различных порядков, представляемых геометрическими местами основания перпендикуляра, опущенного из данной точки на касательную к данным кривым. Вторая работа была посвящена построению кривых. В следующем 1720 году вышла в Лондоне, в отдельном издании, книга Маклорена «Geometria organica sive descriptio linearum curvarum universalis»(Органичная геометрия или описание универсальных изогнутых линий), сразу поставившая автора в ряд первоклассных геометров эпохи. Кроме этого сочинения, обращают на себя внимание следующие: «De linearum geometricarum proprietatibus generalibus tractatus»(Органичная геометрия или описание универсальных изогнутых линий), «Трактат алгебры», «Трактат флюкций» (Эдинбург, 1742), «Изложение философских открытий Ньютона» (Лондон, 1748).
Из этих сочинений особенный исторический интерес представляет «Трактат флюкций», в котором автор старается заполнить важный пробел, допущенный как самими творцами анализа бесконечно малых, Ньютоном и Лейбницем, так и их первыми последователями, и состоявший в отсутствии доказательств даже главнейших предложений упомянутого анализа. Доказательства, данные Маклореном, отличаются строгостью и построены по образцу древнегреческих геометров. Кроме них, автор дает в этом сочинении обширные и разнообразные приложении исчисления флюкций к решению различных задач геометрии, механики и астрономии. Наконец, во введении к «Изложению философских открытий Ньютона» заметно неблагосклонное отношение автора к трудам Декарта и особенно Лейбница, что ожидаемо от приверженца и поклонника Ньютона. 
В 1745 году принял деятельное участие в защите Эдинбурга от Карла-Эдуарда.

## Память
В 1935 году Международный астрономический союз присвоил имя Колина Маклорена кратеру на видимой стороне Луны.
Частный случай разложения в ряд Тейлора в нулевой точке называется рядом Маклорена.

## Известные работы
Некоторые из его важных работ:
- Geometria Organica — 1720
- De Linearum Geometricarum Proprietatibus — 1720 г.
- Трактат о флюксиях — 1742 г. (763 страницы в двух томах. Первое систематическое изложение методов Ньютона.)
- Трактат об алгебре — 1748 г. (через два года после его смерти).
- Отчет об открытиях Ньютона — неполный после его смерти и опубликованный в 1748 году
- Рассказ о философских открытиях сэра Исаака Ньютона :  [фр.]. — Paris : Laurent Durand, 1749.